# El corazón del océano
El corazón del océano fue una miniserie de televisión española, producida por Globomedia y la Colombiana Dynamo producciones para la cadena Antena 3. Fue estrenada el 27 de enero de 2014 y finalizó el 5 de marzo de 2014. Se trata de la adaptación del libro homónimo de Elvira Menéndez González.

## Argumento
Ambientada en 1550, narra la vida de Alonso, un joven gallego, tiene que huir de su aldea porque ha matado por accidente al hijo menor del conde Raña. Para salvarse, parte hacia Sevilla para embarcar hacia el Nuevo Mundo. Lleva una carta de recomendación para Juan de Sanabria, el Adelantado del Río de la Plata, que prepara una expedición a Asunción.
Doña Mencía de Calderón, la mujer del Adelantado, reúne a ochenta jóvenes de familias hidalgas sin recursos para que viajen con ella y sus dos hijas a Asunción.
Allí se casarán con los españoles que se han instalado en la ciudad. Ana es una de las jóvenes que aceptan viajar con Mencía. Como sabe leer y escribir se convierte en la secretaria de la Adelantada.
Alonso llega a Sevilla acompañado de Pelayo, un joven pícaro y sin familia, al que ha conocido en el camino. Los dos se han hecho amigos y juntos sobreviven como pueden en la ciudad a la espera de la llegada del Adelantado. En el puerto, Alonso conoce a Ana y se queda impactado con ella. La joven, que tiene una imaginación desbordada, se ha enamorado del apuesto capitán Salazar, el veterano navegante y conquistador que guiará los barcos hasta las nuevas tierras.
La expedición parte hacia el Nuevo Mundo en tres barcos. Salazar capitanea uno de ellos, la nave San Miguel, en el que va doña Mencía con las doncellas. Durante la travesía, se desata una gran tormenta que aleja a la San Miguel de los otros dos barcos y deja la nao maltrecha y a la deriva. La tripulación del barco tendrá que superar varios obstáculos en su trayecto para llegar hasta el fin de la expedición.

## Personajes
- Hugo Silva es Juan de Salazar
- Ingrid Rubio es Mencía Calderón
- Lala Aguirre es Clarita de Sanabría
- Clara Lago es Ana de Rojas
- Álvaro Cervantes es Alonso
- Ferrán Vilajosana es Pelayo
- Hiba Abouk es Guadalupe
- María Cantuel es María de Sanabria
- Víctor Clavijo es Hernando Trejo
- Ane Gabarain es Doña Sancha
- Vida Torres es Pola
- Anasol es Abana
- Ilja Rosendahl es Ulrico Schmidels
- Juan David Agudelo es Fray Carrillo
- Marian Zapico es Isabel Contreras
- Didier van der Hove es Francisco Becerra
- Daniel Holguín es Rui Peña
- Dani Herrera es Bernardí
- Raúl Gutiérrez es Maese Pedro

## Episodios y audiencias
| Temp. | Temp. | Capítulos | Estreno             | Final              | Audiencia media | Audiencia media | Audiencia media |
| Temp. | Temp. | Capítulos | Estreno             | Final              | Espectadores    | Cuota           |                 |
| ----- | ----- | --------- | ------------------- | ------------------ | --------------- | --------------- | --------------- |
|       | 1     | 6         | 27 de enero de 2014 | 5 de marzo de 2014 | 2 520 000       | 13,2%           |                 |

### Temporada 1 (2014)
| N.º (serie) | N.º (temp.) | Título                          | Director(es)                 | Fecha de emisión      | Audiencia         |
| ----------- | ----------- | ------------------------------- | ---------------------------- | --------------------- | ----------------- |
| 1           | 1           | «El viejo Mundo»                | Pablo Barrera                | 27 de enero de 2014   | 3 427 000 (17,3%) |
| 2           | 2           | «El corazón de la tormenta»     | Pablo Barrera                | 3 de febrero de 2014  | 2 896 000 (14,2%) |
| 3           | 3           | «La travesía de la Mar Océana»  | Guillermo Fernández Groizard | 10 de febrero de 2014 | 2 643 000 (13,2%) |
| 4           | 4           | «El nuevo Mundo»                | Guillermo Fernández Groizard | 19 de febrero de 2014 | 2 148 000 (11,9%) |
| 5           | 5           | «De encuentros y desencuentros» | Pablo Barrera                | 26 de febrero de 2014 | 1 963 000 (10,8%) |
| 6           | 6           | «El corazón de la selva»        | Pablo Barrera                | 5 de marzo de 2014    | 2 033 000 (11,9%) |